# ماريا زوجة ليو الثالث
ماريا (باليونانية: Μαρία، توفيت بعد 718) كانت الإمبراطورة الزوجة لليو الثالث الإيساوري إمبراطور الإمبراطورية البيزنطية.

## روابط خارجية
- A short article on her by Lynda Garland
- Cawley، Charles، Her profile, along with her father, .، Medieval Lands database، Foundation for Medieval Genealogy {{استشهاد}}: يحتوي الاستشهاد على وسيط غير معروف وفارغs: |HIDE_PARAMETER6=، |HIDE_PARAMETER1=، |HIDE_PARAMETER4=، |HIDE_PARAMETER7=، و|HIDE_PARAMETER5= (مساعدة)